# Scurrula robertsonii
Scurrula robertsonii är en tvåhjärtbladig växtart som beskrevs av Danser. Scurrula robertsonii ingår i släktet Scurrula och familjen Loranthaceae. Inga underarter finns listade i Catalogue of Life.